# Benjamin, Texas
Benjamin är administrativ huvudort i Knox County i Texas. Grundaren Hilory H. Bedfords son Benjamin hade dödats av ett blixtnedslag och för att hedra sonens minne valde han ortnamnet Benjamin. Enligt 2010 års folkräkning hade Benjamin 258 invånare.